# Waterways
Waterways es una localidad dentro del Municipio Regional de Wood Buffalo al norte Alberta, Canadá. Es ahora un barrio dentro del área urbana de Fort McMurray a lo largo del banco oeste del río Clearwater, al sur de la confluencia de dicho río con el río Athabasca.

## Historia
El "Alberta and Great Waterways Railway" fue extendido a Waterways en 1921.
Waterways era el punto más al norte del ferrocarril norteamericano hasta que el servicio fue extendido a Hay River,(Territorios de Noroeste).

## Demografía
La población del barrio de Waterways en el censo municipal de Wood Buffalo de 2006 era 750 habitantes.

## Incendio
Durante el Incendio forestal de Fort McMurray, Waterways estuvo afectada de forma crítica. Según informes de daños del incendio -a 4 de mayo de 2016-, el 90 % de las casas de Waterways se habían perdido en el incendio.